# Luis Navarro Marfá
Luis Felipe Navarro Marfá, più noto come Luis Navarro (San Sebastián, 21 giugno 1954), è un presbitero e giurista spagnolo, già decano della Facoltà di Diritto Canonico della Pontificia Università della Santa Croce e, dal 2016, Rettore della medesima Università.

## Biografia
Luis Navarro nasce a San Sebastián (Spagna) il 21 giugno 1954 e nel 1976 ottiene la laurea in giurisprudenza, presso l'Università Complutense. Nel 1980, consegue il dottorato in Diritto Canonico, presso l'Università di Navarra (Pamplona, Spagna) e, nel 1986, il dottorato in Diritto civile, presso la medesima università.
Riceve l'ordinazione sacerdotale, insieme ad altri fedeli dell'Opus Dei, il 15 agosto 1979.
Dal 1986 è professore di Diritto Costituzionale Canonico e Diritto della Persona presso la Pontificia Università della Santa Croce.
Dal 2007 al 2015 è stato decano della Facoltà di Diritto Canonico della Pontificia Università della Santa Croce.
Dal 2014 è presidente della Consociatio Internationalis Studio Iuris Canonici Promovendo.
È Rettore Magnifico della Pontificia Università della Santa Croce dal 1º ottobre 2016.
Nel 2021 è stato eletto presidente della Conferenza Rettori Università e Istituzioni Pontificie Romane (CRUIPRO).

## Incarichi presso la Curia Romana
Nel 2002 è stato nominato Consultore presso il Pontificio Consiglio per i Laici.
Nel 2008 è stato nominato Consultore della Congregazione per il Clero.
Nel 2018 è stato nominato Consultore del Dicastero per i laici, la famiglia e la vita.
Nel 2023 è stato nominato Membro del Dicastero per i Laici, la Famiglia e la Vita.

## Alcune opere
- Luis Navarro, Diritto di associazione e associazioni di fedeli, Milano, Giuffré, 1991.
- Luis Navarro, L'istituto dell'incardinazione. Natura e prospettive, Milano, Giuffré, 2006.
- Luis Navarro, Persone e soggetti nel diritto della Chiesa. Temi di diritto della persona, Roma, EDUSC, 2017.
- Luis Navarro e Fernando Puig, Il fedele laico. Realtà e prospettive, Milano, Giuffré, 2012.
- Luis Navarro e Carlos José Errázuriz, Il concetto di diritto canonico. Storia e prospettive, Milano, Giuffré, 2000.